# Le Cercle littéraire des amateurs d’épluchures de patates
Le Cercle littéraire des amateurs d'épluchures de patates (The Guernsey Literary and Potato Peel Pie Society) est une fiction historique épistolaire, écrite par Mary Ann Shaffer et Annie Barrows. Elle a été publiée en 2008 aux États-Unis et le 2 avril 2009 en France,. Avant même son adaptation cinématographique, ce best-seller a connu un succès considérable et inspiré la création de nombreux clubs de lecture, notamment sur Facebook.

## Écriture
Annie Barrows raconte que sa tante Mary Ann Shaffer avait prévu d'écrire la biographie de Kathleen Scott, femme de l'explorateur polaire anglais Robert Falcon Scott. En faisant des recherches sur ce sujet, elle voyagea en 1980 jusqu'à Cambridge en Angleterre, mais elle fut découragée de ne rien trouver d'utilisable dans les écrits personnels de Scott. Afin de surmonter la frustration causée par cette recherche infructueuse, elle décida de profiter de son séjour en Angleterre pour visiter l'île de Guernesey située dans les îles Anglo-Normandes. Cependant, dès son arrivée, l'aéroport fut fermé à cause d'un épais brouillard. Elle passa sa visite dans la librairie de l'aéroport, à lire plusieurs histoires sur l'occupation allemande de ces îles lors de la Seconde Guerre mondiale.
C'est vingt ans plus tard que Mary Ann Shaffer entama l'écriture d'un roman traitant de Guernesey. Abandonnant son plan d'écrire la biographie de Kathleen Scott, elle déclara : « Tout ce que je voulais c'était écrire un livre que quelqu'un aimerait assez pour le publier ». Elle a également confié qu'elle avait adopté la forme du roman épistolaire car elle pensait que ce serait plus facile et plus plaisant que d'écrire un récit à une seule voix.
Après que le manuscrit eut été accepté par une maison d'édition (2006), l'éditeur a requis quelques changements demandant une réécriture conséquente, mais à cette époque la santé de Mary Ann Shaffer s'était détériorée radicalement (elle mourut le 16 février 2008). C'est pourquoi elle a demandé à sa nièce, Annie Barrows, qui était alors une auteure de littérature jeunesse bien établie, de finir la correction et la réécriture de son livre. Annie Barrows a donc terminé cette œuvre, dont elle est devenue la coauteure. Son rôle a consisté principalement à « faire en sorte que les raccords ne se voient pas ». Elle a ainsi complété certaines lettres, et elle en a ajouté d'autres pour faire la liaison.

## Résumé
Angleterre, fin de la Seconde Guerre mondiale. Pendant six ans, Juliet Ashton a tenté de faire sourire les lecteurs du Spectator avec ses articles humoristiques signés Izzy Bickerstaff. Alors que ses chroniques sont réunies au sein d'un livre, elle cherche des idées pour son nouveau roman. Une lettre glissée dans sa boîte sera sa source d'inspiration. Dawsey Adams, habitant de l'île anglo-normande de Guernesey, parfait inconnu et lecteur passionné des essais de Charles Lamb, lui demande des conseils bibliographiques à propos de cet auteur.
Au cours de leurs nombreux échanges, Juliet découvre un nouvel univers qui l'enchante : le cercle littéraire des amateurs de tourtes aux épluchures de patates de Guernesey, créé par Elisabeth McKenna pour justifier une violation du couvre-feu allemand. Ses membres hétéroclites, à l'origine peu friands de littérature et contraints de lire pour éviter les représailles des occupants, trouvent dans la lecture une source de divertissement et d'espoir inattendue. 
Curieuse d'en savoir plus sur ces étrangers et leur rapport avec la lecture, Juliet commence à correspondre avec les amis de Dawsey et découvre des personnages originaux et attachants qui lui confient leur expérience de l'Occupation allemande, leur relation avec les livres, leurs émotions… 
Inspirée par ces récits insulaires, Juliet réalise que tous ces témoignages pourraient constituer le cœur de son livre. Elle décide de faire ses valises et de prendre le ferry pour rencontrer ses nouveaux amis. Cette expérience va modifier le cours de sa vie.

## Personnages
Le livre met en scène les principaux personnages suivants :
- Juliet Ashton, auteure et protagoniste principale
- Dawsey Adams, son premier correspondant à Guernesey et son ami proche
- Sidney Stark, basé à Londres, éditeur et ami de Juliet
- Sophie Strachan, sœur de Sidney et meilleure amie de Juliet
- Amelia Maugery, résidente de Guernesey, hôte du dîner qui marqua le début du cercle littéraire
- Eben Ramsey, résident de Guernesey, membre important du cercle littéraire
- Will Thisbee, résident de Guernesey, créateur de la première tourte aux épluchures de patates
- Isola Pribby, résidente de Guernesey et membre excentrique du cercle littéraire, elle vend au marché ses conserves, ses légumes, et ses « élixirs »
- Elizabeth McKenna, originaire de Londres et résidant à Guernesey pendant l'occupation allemande, elle fut la charismatique fondatrice du cercle littéraire avant d'être condamnée à la déportation
- Remy Giraud, française, amie d'Elizabeth dans un camp de concentration allemand
- Kit McKenna, fille d'Elizabeth, adorable malgré son caractère bien trempé

## Thèmes
Pour Le Télégramme, ce livre est « une longue chronique locale, composée d'une mosaïque de témoignages et de points de vue sur la guerre, la littérature, le rôle des livres, les relations humaines ». Des thèmes importants sont abordés tout au long de l'histoire : la magie de la lecture, la découverte de soi, la rencontre de l'autre... Les thèmes les plus forts incluent également des aspects comme la loyauté, le courage. Elizabeth est un exemple d'altruisme exceptionnel :  sa « personnalité solaire » est « l'âme du "cercle des patates" ». Elle soigne et cache un travailleur esclave des Allemands, ce qui lui vaut d'être déportée à Ravensbrück. Son amie Remy témoigne de la façon dont elle a su rester forte et révoltée jusqu'au bout, face au comportement inhumain des kapos.